# پولک‌پوست‌های درختی
پولک‌پوست‌های درختی (به انگلیسی: Phataginus) جانوری از تیرهِ پولک‌پوست‌سانان است.

## گونه ها
پولک‌پوست درختی، (P. tetradactyla)
پولک‌پوست دم‌دراز،  (P. tricuspis) 